# ハンター (2011年の映画)
『ハンター』（The Hunter）は、1999年に出版されたジュリア・リーの同名小説「The Hunter」を原作とした2011年公開のオーストラリアのサスペンス映画。ヴィンセント・シーハンが製作し、ダニエル・ネットハイムが監督した。出演にウィレム・デフォー、サム・ニール、フランシス・オコナー。
デフォーは役作りのために、自然の中での自身の臭いの消し方など実践的な技術をサバイバルの専門家から訓練を受けた。また、デフォーはタスマニア州の州都ホバートにあるステートシネマで行われたプレミア上映に参加した。本国オーストラリアでは2011年9月29日より上映された。

## あらすじ
傭兵のマーティン・デイヴィッド（デフォー）は軍事バイオ企業レッドリーフに雇われ、絶滅したタスマニアタイガーのDNAサンプルの採取とそれらが他者へ渡らぬよう全ての個体の抹殺を目的として現地にやってきた。レッドリーフはタイガーの牙には相手を麻痺させる神経毒があると信じておりそれを欲していた。マーティンは生物学者と偽り、ルーシー（オコナー）とその子どもたちケイティ、ジェイミーのアームストロング家の住まいを拠点とした。ルーシーは夫で環境保護主義者であったジャラが失踪してから不安定になり、長きに渡る投薬により無感覚の状態に陥っていた。ジャラの失踪の原因は、とりわけ地元の森林伐採業者と森林破壊を防ごうとしている環境保護主義者との間の長年の対立が関わっていると推測された。
マーティンは一回に12日間森林の奥地に滞在し、鉄製のトラバサミやその場でこしらえた罠を張り巡らせ、あとは獲物が現れるのをじっと待っていた。アームストロング家にいるのは物資の補給のための短い間だったが、次第に子どもたちとの距離が縮まっていき、やがてルーシーに薬を届けているのが好意でアームストロング一家の面倒を見ているジャック・ミンディ（ニール）だと知る。マーティンは薬を絶たせ、意識が朦朧としている彼女を風呂に入れてやった。
奥地から戻ってきたある日、マーティンはルーシーの薬物依存が回復に向かっていることに気付いた。ジェイミーは木と点々とした水辺の側にタイガーのいる絵をマーティンに渡した。マーティンはその絵から地図上でタイガーの居場所を推測することができた。その次の遠征時、マーティンはジャラの遺骨を発見する。頭骨には銃痕があった。マーティンはその場でジャラを埋葬してやり、残された家族にそれを知らせることはなかった。アームストロング家に戻ると、ルーシーがジャラのことを語った。ジャラは当初はタイガー捜索と追跡のためにレッドリーフに雇われたが、最終的にはそれを放棄し野生動物を保護するために森に入るようになった、とルーシーは話した。
罠のチェックをしながら歩いていた時、マーティンは彼の代わりとして送り込まれたライバルハンターに奇襲された。マーティンは手を縛られタイガーの寝床の洞窟に案内を命ぜられた。だがその道すがらマーティンはライバルをうまくトラバサミに誘導し、まんまと罠にかかったライバルからライフルを奪い返し、射殺した。急いでアームストロング家に戻ると、家は火事で燃え尽きていた。ミンディを問い詰めると、ルーシーとケイティは火事で焼け死に、生き残ったジェイミーは児童局に連れて行かれたと知らされた。
マーティンはレッドリーフの任務を終わらせるためもう一度奥地に戻った。そしてついにタイガーを発見したマーティンは逡巡しつつも撃ち殺し、タイガーの存在を消し去るため火葬した。
町に戻ったマーティンはレッドリーフに電話し、探しものは永久に去ったと言い放った。そしてジェイミーのいる学校に行くと、ジェイミーは独りでベンチに座っていた。マーティンに気付いたジェイミーは走りだし、それをマーティンは受け止め二人は強く抱き合った。

## キャスト
| 役名                       | 俳優                       | 日本語吹替 |
| -------------------------- | -------------------------- | ---------- |
| マーティン・デイヴィッド   | ウィレム・デフォー         | 内田直哉   |
| ルーシー・アームストロング | フランシス・オコナー       | 北西純子   |
| ジャック・ミンディ         | サム・ニール               | 星野充昭   |
| サス（ケイティ）           | モルガナ・デイヴィス       | Lynn       |
| バイク（ジェイミー）       | フィン・ウッドロック       |            |
| ミドルマン                 | ジャセック・コーマン       |            |
| ライバル・ハンター         | カラン・マルヴェイ         |            |
| 酒場の主人                 | ジョン・ブランプトン       |            |
| 酒場の客                   | ダン・ワイリー             |            |
| ダグ                       | サリヴァン・ステイプルトン |            |
| フリー                     | ジェイミー・ティモニ―      |            |
| サイモン                   | ダン・スピールマン         |            |
| シャクティ                 | マイア・トーマス           |            |
| ジャラ・アームストロング   | マーク・ワトソン＝ポール   |            |

## ロケーション
撮影はすべてタスマニアで行われた。
- セントラル・プラトー保護地域
- タスマニア州ケンブリッジ市のホバート国際空港
- ホバートのホテルグランドチャンセラーのロビー（パリの空港のホテルとして）
- バッテリーポイント地区のホテルレナオブホバート（パリのホテルの部屋として）
- マウント・フィールド国立公園のナショナルパークホテル
- ムーナ地区のムーナ小学校
- ウェリントン山
- アッパーフロレンタイン渓谷
- ウェスターウェイのウェスターウェイ雑貨店

## 評価
批評家からは概ね好意的なレビューがなされ、Rotten Tomatoesでは85件のレビューで支持率は71％、平均点は6.4/10となった。また、ユーザーの63％が5点中3.5点以上を付けている。その他、Metacriticでは15件のレビューで加重平均値は63/100となった。
キム・ニューマンはエンパイア誌で多大なる賞賛を与え、"ゆっくりと惹きつけられ、画が美しく、高度に抑えられた達観的なスリラー"と評した。

### 受賞とノミネート
| 賞・映画祭               | 部門           | 候補                                | 結果       |
| ------------------------ | -------------- | ----------------------------------- | ---------- |
| オーストラリア映画協会賞 | 作品賞         | ヴィンセント・シーハン              | ノミネート |
| オーストラリア映画協会賞 | 監督賞         | ダニエル・ネットハイム              | ノミネート |
| オーストラリア映画協会賞 | 脚色賞         | アリス・アディソン                  | ノミネート |
| オーストラリア映画協会賞 | 主演男優賞     | ウィレム・デフォー                  | ノミネート |
| オーストラリア映画協会賞 | 主演女優賞     | フランシス・オコナー                | ノミネート |
| オーストラリア映画協会賞 | 助演男優賞     | サム・ニール                        | ノミネート |
| オーストラリア映画協会賞 | 助演女優賞     | モルガナ・デイヴィス                | ノミネート |
| オーストラリア映画協会賞 | 撮影賞         | ロバート・ハンフリーズ              | 受賞       |
| オーストラリア映画協会賞 | 音楽賞         | マッテオ・ジンガレス                | 受賞       |
| オーストラリア映画協会賞 | 音楽賞         | マイケル・ライラ                    | 受賞       |
| オーストラリア映画協会賞 | 音楽賞         | アンドリュー・ランカスター          | 受賞       |
| オーストラリア映画協会賞 | 音響賞         | サム・ペティ                        | ノミネート |
| オーストラリア映画協会賞 | 音響賞         | デイヴィッド・リー                  | ノミネート |
| オーストラリア映画協会賞 | 音響賞         | ロバート・マッケンジー              | ノミネート |
| オーストラリア映画協会賞 | 音響賞         | レス・フィッデス                    | ノミネート |
| オーストラリア映画協会賞 | 音響賞         | トニー・マータフ                    | ノミネート |
| オーストラリア映画協会賞 | 音響賞         | トム・ホイツェンローダー            | ノミネート |
| オーストラリア映画協会賞 | 美術賞         | スティーヴン・ジョーンズ=エヴァンス | ノミネート |
| オーストラリア映画協会賞 | 衣裳デザイン賞 | エミリー・セレシン                  | ノミネート |